# Stugdrömmar
Stugdrömmar är ett svenskt renoveringsprogram från 2023 vars första säsong består av 12 avsnitt. I serien åker de fyra programledarna Sofia Wistam, Johnnie Krigström, Mattias Särnholm tillsammans med Gustav Ovland till avlägsna sommarstugor med ambitionen att hjälpa människor att uppfylla sina stugdrömmar. I varje avsnitt fokuseras på ett nytt byggprojekt.
Wistam, Krigström och Särnholm har tidigare setts i bland annat Sofias änglar medan Ovland delagit i Husdrömmar.
Serien hade premiär på Kanal 5 och Discovery+ den 1 februari 2023.